# Пирамида бога сунца
Пирамида бога сунца је немачко-француско-италијанско-југословенски филм први пут приказан 17. априла 1965. године. Режирао га је Роберт Сиодмак, а сценарио је написан по делу Карла Маја.

## Улоге
| Глумац                 | Улога              |
| ---------------------- | ------------------ |
| Антун Налис            | Кортејо            |
| Петар Бунтић           | Педро              |
| Александар Ђурић       | бандит             |
| Маријан Хабазин        | бандит             |
| Бранимир Тори Јанковић | Пантео             |
| Никола Милић           | бандит             |
| Јован Николић          | Флатоани           |
| Петар Обрадовић        | Патер              |
| Владимир Поповић       |                    |
| Нада Радовић           |                    |
| Јован Ранчић           | француски поручник |